# Pentametr jambiczny
Pentametr jambiczny (gr. πεντάμετρος ἴαμβος) – rodzaj metrum w poezji, w którym każdy wers zbudowany jest z pięciu stóp składających się z dwóch sylab – krótkiej i długiej (w metryce antycznej) lub nieakcentowanej i akcentowanej (w językach bez iloczasu). W tradycyjnym zapisie przedstawia się go następująco:
albo:
sSsSsSsSsS
Pentametr jambiczny stosowany był między innymi w klasycznej poezji angielskiej. Przykładem pentametru jambicznego w literaturze polskiej jest wiersz Marii Konopnickiej Gdzie jest mój dom.
Gdzie jest mój dom? czy tam, gdzie marzeń roje
Budują świat z mgły ułud, z pieśni czaru;
Gdzie lube sny kołyszą serce moje,
Gdzie poi mnie szumiący zdrój nektaru?
Czy tam, gdzie czyn w żelaznej ma prawicy
Pochodnię zórz i wieków ciężkie wagi...
I świeci w dzień ogniskiem swej źrenicy,
A w ciemną noc dobywa miecz swój nagi?
Pentametr jambiczny jest najbardziej wyrazisty w przypadku zastosowania średniówki męskiej: sSsS||sSsSsSs. Użycie takiej średniówki można zaobserwować powyżej u Konopnickiej, jak też u Krzysztofa Kamila Baczyńskiego w wierszu Sny (II).
Dziewczyna śpiąc odrzuca ręce w górę,
w sąsiedni sen, który się o nią otarł,
a nad nią drżą ciągnące długim sznurem
zjeżone kły - jak ciche myśli kota.
Jako pierwszy eksperymentował z pentametrem jambicznym Juliusz Słowacki, próbując przybliżyć polski wiersz dramatyczny do angielskiego blank verse'u.
O! Święta ziemio polska! Arko ludu!
Jak zajrzeć tylko myślą, krew się lała.
W przeszłości słychać dźwięk tej harfy cudu,
Co wężom dała łzy i serca dała.
Słuchajcież wy! Gdy ognie zaczną buchać,
Jeżeli harfy jęk przyleci z dala,
Będziecież wy jak węże stać i słuchać?
Będziecież wy jak morska czekać fala,
Aż ścichnie pieśń i krew oziębnie znowu
I znów się staną z was pełznące węże?
Aż rzucą was do mogilnego rowu,
Gdzie z zimnych jak wy serc się hańba lęże?
Już czas wam wstać!
Już czas wam wstać i bić i truć oręże.
(Lilla Weneda)
Również Mieczysław Hertz zastosował pentametr jambiczny w utworze dramatycznym Ananke.
Czysty pentametr jambiczny, akatalektyczny, z rymami męskimi, Jan Kasprowicz zastosował w przekładzie wiersza Roberta Browninga Spotkanie w nocy:
Szara głąb morza, długi, ciemny ląd:
Ogromny, żółty półksiężyca róg;
Nagły, syczący, nieprzytomny tan
Zbudzonych ze snu kędzierzawych pian -
Lotne me czółno szybki toczy łuk,
W piasku wilgotnym zgasł już jego prąd.

Potem ćwierć mili jeszcze brzegiem, wzdłuż:
Trzy jeszcze pola pod najbliższy dach;
Potem w okienko, stuk, stuk, ostry trzask
I niebieskawy wraz siarczyka blask,
Głos, który radość tłumiła i strach -
I dwa wzajemnie biją serca już...
Jambicznym pięciostopowcem jest też wiersz Czesława Miłosza zaczynający się od słów: Ty silna noc. Do ciebie nie dosięga/ ni płomień ust, ni chmur przejrzystych cień. Klarownych jambicznych pięciostopowców jest w literaturze polskiej stosunkowo mało w porównaniu z sylabicznym jedenastozgłoskowcem i innymi formatami jambicznymi. O wiele częstsze są czterostopowce i trójstopowce, jak u A. Mickiewicza "Do B... Z...":
Słowiczku mój! a leć, a piej!

Na pożegnanie piej

Wylanym łzom, spełnionym snom,

Skończonej piosnce twej!

Słowiczku mój! twe pióra zzuj,

Sokole skrzydła weź,

I w ostrzu szpon, zołoto-stron

Dawidzki hymn tu nieś!

Bo wyszedł głos, i padł już los,

I tajne brzemię lat

Wydało płód! i stał się cud!

I rozraduje świat.

Pentametr jambiczny jest podstawowym formatem wiersza poezji angielskiej, gdzie występuje zarówno w postaci rymowanej, jak i bezrymowej (blank verse). W literaturze angielskiej pentametr jambiczny z reguły buduje strofy kunsztowne jak sekstyna, strofa królewska czy oktawa. Nierymowany pentametr jambiczny wprowadził do poezji angielskiej w szesnastym wieku Henry Howard, earl Surrey w tłumaczeniu fragmentów Eneidy Wergiliusza. W dramacie stosowali go autorzy elżbietańscy, w tym Thomas Kyd (Tragedia hiszpańska) i William Szekspir (Hamlet), a w epice John Milton (Raj utracony) i Robert Browning (Pierścień i księga). Pentametr jambiczny był też podstawowym rodzajem wiersza w poezji czeskiej drugiej połowy XIX wieku. Przykładem jego użycia jest wiersz Jaroslava Vrchlickiego Odpověď.
Nemysli na ty, kterým podal’s pít
a kteří do tvé naplivali číše,
všech srdce s tvým přec v souhlas nemůž’ bít,
týž hvozd, jenž jedněm v dumy úkoj dýše,
zas dráždí jiné, snět mu urazit;
ty’s třeba mechem jeho kráčel tiše,
co jiný prchal. Však nad cizím plesem
a cizí zlobou les dál zůstal lesem.